# D.E.M.O.
『D.E.M.O.』（デモ）は、日本のロックバンドであるTHE BOOMが1991年3月21日に発表したミニ・アルバム。

## 解説
収録曲はデビュー前に演奏されていたもの。
デビューから約2年、かつて演奏していた曲を今のTHE BOOMで再現するとどうなるか、ということでアルバムが製作された。アルバムのタイトルは「デモテープ」から。歌詞カードは冊子ではなく、1枚の紙を折りたたんだもの。ジャケットの背はデビュー前の写真が小さいながら多数掲載。別紙でメンバーの1991年当時までの年表が収載。
2005年8月3日、デジタルリマスターされ再発売。ボーナス・トラックとして「TAKE IT EASY」ライヴ・ヴァージョン（1992年8月8日、大阪で行われた夏祭りで演奏）が収録（このライヴ映像はDVD「'92夏祭り」で視聴可能）。

## 収録曲
| 全作詞・作曲: 宮沢和史、全編曲: THE BOOM。 |                                                                                          |          |            |      |
| #                                          | タイトル                                                                                 | 作詞     | 作曲・編曲 | 時間 |
| 1.                                         | 「GET ME, YOU」                                                                          | 宮沢和史 | 宮沢和史   | 4:30 |
| 2.                                         | 「誰も知らない」                                                                         | 宮沢和史 | 宮沢和史   | 4:42 |
| 3.                                         | 「Free Time」                                                                            | 宮沢和史 | 宮沢和史   | 4:27 |
| 4.                                         | 「TAKE IT EASY」                                                                         | 宮沢和史 | 宮沢和史   | 7:07 |
| 5.                                         | 「TAKE IT EASY（'92夏祭りヴァージョン）」(※ボーナス・トラック／2005年再発売版のみ収録。) | 宮沢和史 | 宮沢和史   | 4:21 |
| 合計時間:                                  | 合計時間:                                                                                | 25:07    |            |      |